# Daonella
La daonella (gen. Daonella) è un mollusco estinto, appartenente ai lamellibranchi. Visse tra il Triassico medio e il Triassico superiore (circa 242 - 220 milioni di anni fa). I suoi resti fossili sono stati ritrovati in numerosi giacimenti in varie parti del mondo nei continenti settentrionali, tra i quali quelli di Besano (Italia) e Monte San Giorgio (Svizzera). 

## Importanza dei fossili
Questo mollusco, simile a un'ostrica o a una cozza, era un abitatore delle acque costiere triassiche. Era strettamente imparentato con altri generi di molluschi estinti come Aparimella e Halobia. Poiché i fossili di questi animali si rinvengono praticamente ovunque nelle zone dove erano presenti il mare Artico, la Tetide e la Pantalassa, essi sono frequentemente usati come fossili guida per datare le rocce del periodo Triassico. In ogni caso, la classificazione sistematica di Daonella è ancora materia di dibattito tra gli studiosi. 

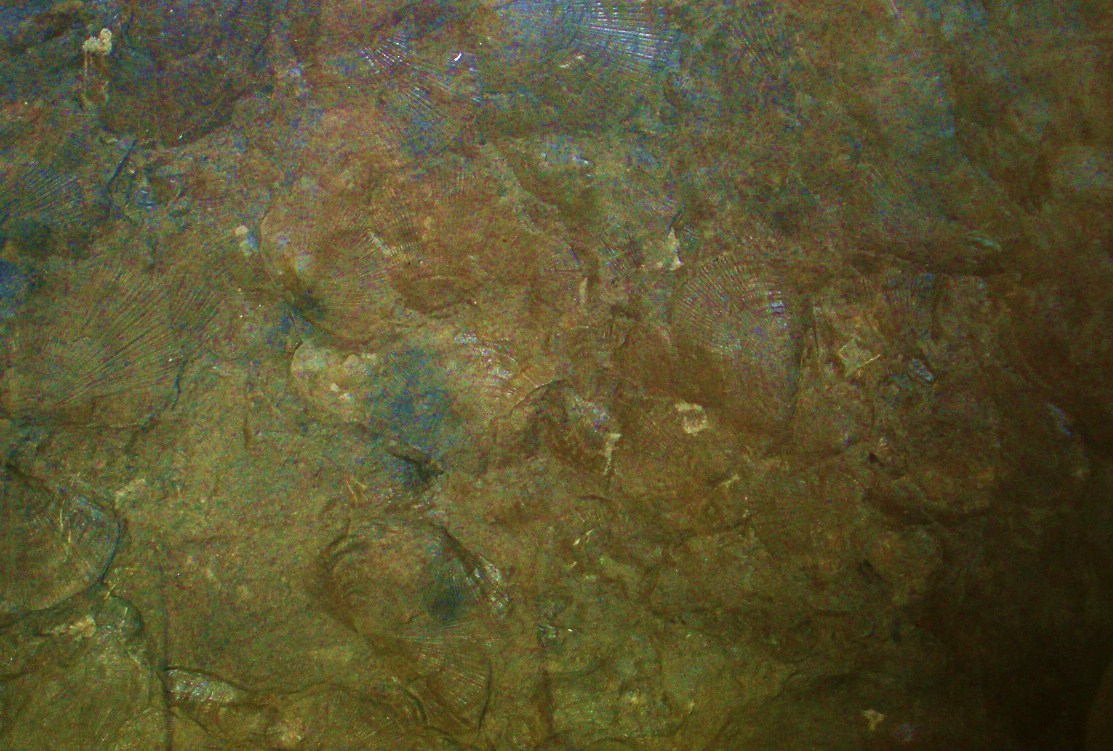
Numerosi esemplari di Daonella angulata, Museo dei Fossili di Besano

Nel giacimento di Besano, risalente al Triassico medio, si rinvengono varie specie di Daonella (ad esempio D. serpianensis, D. angulata, D. airaghii), caratterizzate da un'evoluzione verso l'allungamento della conchiglia: questi fossili consentono di datare con notevole precisione le varie età del giacimento.

## Bibliografia

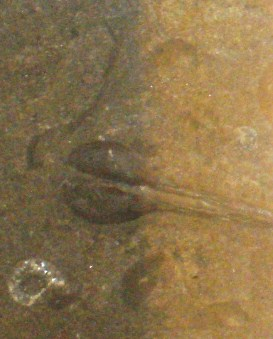
Fossile di Daonella airaghii, Museo dei Fossili di Besano